# Melanobatus neglectus
Melanobatus neglectus là loài thực vật có hoa trong họ Hoa hồng. Loài này được (Peck) Greene mô tả khoa học đầu tiên năm 1906.